# Politikzyklus
Der Politikzyklus (auch: policy-cycle) ist ein aus der US-amerikanischen Politikwissenschaft stammendes Modell, das den Politikprozess in mehrere, meist sechs oder sieben Schritte gliedert. Erstmals wurde es 1956 von dem Politikwissenschaftler Harold Dwight Lasswell formuliert. Dieser Ansatz wurde dann auch in der deutschen Politikwissenschaft aufgegriffen und weiterentwickelt.

## Phasen des Politikzyklus
Als Phasen des Politikzyklus können unterschieden werden:
- Problemdefinition: Der Zyklus eines politischen Programms (Funktion, Organisation, Politikfeld, Programm) beginnt in dem Moment, in dem der Beschluss gefasst wird, sich überhaupt mit einem Problem zu beschäftigen. Nach Gabriel Almond initiieren diese Phase idealtypischerweise Interessenverbände oder sonstige gesellschaftliche Trägergruppen.
- Agenda Setting oder auch Problemthematisierung: In einem nächsten Schritt wird das zuvor definierte Problem auf die politische Tagesordnung (agenda) gesetzt. Dies geschieht im klassischen Fall durch politische Parteien, die bestimmte politikfeldabhängige Vorschläge meist über ihre Vorsitzenden auf Parteitagen, in Positionspapieren, Presseerklärungen oder Stellungnahmen in die Diskussion einbringen. Ein politisches Problem gelangt auch zum Beispiel durch veränderte Rahmenbedingungen, festgelegte Fristen oder durch medialen Druck auf die Tagesordnung. Das Agenda-Setting dient der Untersuchung, welcher Akteur ausgewählten Themen Publizität in der politischen Diskussion verschafft.[2] Wer ist Initiator bestimmter Politiken, wer bringt spezifische Themen auf die politische Agenda?
- Politikdurchführung: Schafft es ein bestimmtes Thema, auf der politischen Agenda auf einen Platz zu gelangen, an dem eine veränderte Gesetzgebung als nötig erscheint, kommt es zum Prozess der Entscheidungsfindung zwischen relevanten Akteuren, also meist solchen, die auch tatsächlich an einem letztendlichen Beschluss beteiligt sein werden. Nach einer Darlegung und Diskussion des Problems findet abhängig von der Machtverteilung der verschiedenen Interessen und der Struktur der Institutionen, in denen diese Abstimmungen und die letztendlichen Beschlüsse stattfinden, eine politische Entscheidung statt. Dieser Punkt wird in deutschsprachiger Literatur auch als Politikformulierung bezeichnet.
- Implementation: Eine einmal getroffene Entscheidung wird dann in Recht transformiert, eventuelle Anpassungen in anderen Gesetzen werden vorgenommen, damit das neue Gesetz frei von Widersprüchen in die Gesetzgebung integriert werden kann. Dazu gehört auch die Anwendung der neuen Gesetzgebung der beratenden und verabschiedenden Gewalt, im inhaltlichen und formellen Sinn (Legislative), auf die untergeordneten Gewalten (Exekutive und Judikative).
- Evaluation: Im Zuge seiner Anwendung werden durch Vollzugsverwaltungen und die Justiz (z. B. durch Gerichtsurteile im betroffenen Bereich oder auf Grundlage dieses Gesetzes) festgestellt, ob und inwiefern das Gesetz bestimmte Mängel mit sich bringt, die der Gesetzgeber nicht vorhergesehen oder die sich im Verlauf des Vollzugs als besonders problematisch herausgestellt haben.
- Re-definition oder Terminierung: An dieser Stelle schließt sich der Politikzyklus. Wird bei der Evaluation Veränderungsbedarf festgestellt, das Thema also erneut auf die Agenda gesetzt, kommt es in einem erneuten Prozess zur Novellierung der bestehenden oder Schaffung neuer Regelungen. Andernfalls kann ein politisches Programm aber auch beendet werden, wobei möglichen Vorteilen durch Kostenersparnis oder Bürokratieabbau eine Vielzahl von Hinderungsgründen gegenüberstehen.

## Vorteile des Politikzyklus und Kritik
- In der politikwissenschaftlichen Forschung dient das Modell des Politikzyklus vor allem der analytischen Strukturierung des Politikprozesses, also einer überschaubaren komplexitätsreduzierenden Darstellung eines Programmsetzungsverfahrens, das in der Realität vielschichtig und besonders in Bezug auf Akteure und Programminhalte verschachtelt und parallellaufend erscheinen kann. Auf den Phasen des Politikzyklus aufbauend haben sich so in den 1960er und 1970er Jahren verschiedene Teildisziplinen der Politikfeldforschung, so zum Beispiel die Implementationsforschung oder die Evaluationsforschung, herausgebildet.
- Der Politikzyklus ermöglicht weiterhin eine nähere Analyse inhaltlicher Fragestellungen innerhalb einzelner Phasen.
- Außerdem dient er in normativer und auch demokratietheoretischer Hinsicht als Richtschnur für einen idealen Politikprozess.
- Nachteile ergeben sich, wenn der modellhaft konstruierte Prozess als Abbild der politischen Wirklichkeit gesehen wird. So sind in der Realität die einzelnen Phasen oft nicht eindeutig unterscheidbar, überschneiden sich bzw. laufen simultan ab.
- Weiterhin schwierig ist die anfängliche Problemdefinition, da Probleme nicht objektiv erkennbar sind. Es wird im Politikzyklus jedoch von einem existenten Problem ausgegangen und der Prozess der Problemwahrnehmung ausgeblendet.
- Des Weiteren werden politikwissenschaftliche Prozesse objektiv in einem Verhältnis der Kritik eingeblendet, die es dem Leser ermöglicht, mit diesem Zyklus ein genaues Bild von dem Problem zu erschaffen.
- Für die politische Bildung wird das Modell des Politikzylus aus Sicht der kritischen politischen Bildung kritisiert, da dem Politikzyklus ein äußerst staatszentrierter enger Politikbegriff zugrunde liegt. Dabei wird der politische Prozess lediglich auf die politischen Entscheidungsträger im Staat reduziert. Hegemoniale und ideologische gesellschaftliche Einflussnahme auf den politischen Prozess und die Politik im Allgemeinen – u. a. durch zivilgesellschaftliche Akteure – wird in dem Modell analytisch nicht eingefangen. Das Modell des Politikzyklusʼ ist damit herrschaftsblind, denn die höchst ungleich verteilten politischen Einflussmöglichkeiten und sozioökonomisch sowie ideologischkulturell abgesicherten Herrschaftsverhältnisse spielen kaum eine Rolle.[3]

Ein Anwendungsbeispiel aus der deutschen Politikwissenschaft ist die Analyse der Entstehung der EADS mittels des Politikzyklus durch Bockstette.